# Chthonius tuberculatus
Chthonius tuberculatus är en spindeldjursart som beskrevs av Hadzi 1937. Chthonius tuberculatus ingår i släktet Chthonius och familjen käkklokrypare. Inga underarter finns listade i Catalogue of Life.